# Luciano Guidotti
Luciano Guidotti (Avaré, 13 de dezembro de 1903 — Piracicaba, 7 de julho de 1968) foi um político brasileiro.

## Vida
Filho primogênito de imigrantes italianos, Guidotti nasceu em Avaré, no interior de São Paulo, onde viveu até 1921. Seus pais, Nazareno Guidotti e Ana Maria Radicchi Guidotti, nasceram em Bolsena, e chegaram ao Brasil em julho de 1897. Seu pai assassinado na cidade natal de Luciano. Após isso, ele assumiu a responsabilidade da família, dirigindo uma casa comercial que o pai deixou à família, enquanto a mãe cuidava do sítio. Quando completou 18 anos, Guidotti e seu irmão Miguel se mudaram para Limeira. Ele foi sócio de uma vidraçaria, e chegou a ser barbeiro. Em 1929, mudou-se para Piracicaba, onde abriu várias lojas, uma delas foi revendedora dos caminhões da marca GMC.
Em 1951, tornou-se presidente do Lar dos Velhinhos e passou a ajudar financeiramente, doando parte de seu salário à instituição. Foi eleito prefeito de Piracicaba em 1956, posto pelo qual ocupou até o fim de 1960. No início da década de 60, iniciou a construção de outro grande projeto: o Edifício Luiz de Queiroz (COMURBA). Com a queda do edifício, em 6 de novembro de 1964, que causou em dezenas de mortos, a tragédia em Piracicaba se projetou a nível internacional. Da Itália, o então papa Paulo VI enviou mensagens de paz. O governador paulista Ademar de Barros saiu da capital e veio à cidade para acompanhar o socorro às vítimas. Luciano, por não concordar com as ideias de Adhemar, negou-se a recebê-lo. Foi eleito novamente em 1964, e ocupou o cargo até sua morte em 1968.

## Morte
Guidotti sofreu um infarto, aos 64 anos de idade, em sua casa, no dia 7 de julho de 1968. Ele tinha ido almoçar no Lar dos Velhinhos, como sempre fazia, e depois foi para sua casa. A cidade parou para o seu funeral. O velório aconteceu na Catedral Santo Antônio.